# Randgebirge östlich der Mur
Randgebirge östlich der Mur – pasmo górskie w Austrii i na Węgrzech, najbardziej na wschód wysunięta część Alp. W klasyfikacji Alpenvereinseinteilung der Ostalpen, jest to jedno z pasm Alp Centralnych, oznaczone numerem 47 (AVE 47).
Według AVE z Randgebirge östlich der Mur sąsiadują następujące grupy górskie:
- Lavanttaler Alpen od zachodu i południowego zachodu,
- Hochschwabgruppe od północnego zachodu,
- Mürzsteger Alpen od północnego zachodu ku północy,
- Rax-Schneeberg-Gruppe od północy,
- Gutensteiner Alpen od północy.

W skład pasma wchodzą m.in.: Góry Litawskie, Rosaliengebirge, Góry Soprońskie, Bucklige Welt, Joglland, Wzgórza Kőszeg.